# Орланд Хилс (Илиноис)
Орланд Хилс (енгл. Orland Hills) град је у америчкој савезној држави Илиноис.

## Демографија
По попису из 2010. године број становника је 7.149, што је 370 (5,5%) становника више него 2000. године.
| Група             | 2000.         | 2010.         |
| Белци             | 5.649 (83,3%) | 5.353 (74,9%) |
| Афроамериканци    | 346 (5,1%)    | 543 (7,6%)    |
| Азијати           | 225 (3,3%)    | 348 (4,9%)    |
| Хиспаноамериканци | 409 (6,0%)    | 799 (11,2%)   |
| Укупно            | 6.779         | 7.149         |